# Christoph Willeke Flöel
Christoph Georg Willeke Flöel (Concepción, 9 de junio de 1948) es un militar chileno, que ejerció como oficial del Ejército de Chile y como miembro de la Dirección de Inteligencia Nacional (DINA), esta última la policía secreta durante la dictadura militar de Augusto Pinochet, reconocida por haber cometido violaciones sistemáticas de derechos humanos.
En junio de 2010 fue condenado a 15 años de presidio efectivo por el asesinato de Carlos Prats y su esposa Sofía Cuthbert en Buenos Aires en 1974, además de 100 días por asociación ilícita. En septiembre de 2018, volvió a ser condenado a 17 años de presidio efectivo, junto a Raúl Iturriaga Neumann, por secuestro calificado de siete personas y homicidio calificado de cinco personas.

## Biografía
Descendiente directo de la aristocracia alemana, egresó de la Escuela Militar en agosto de 1967, como Subteniente en el Arma de Infantería. Además fue comando, paracaidista, instructor de fuerzas especiales, piloto, profesor militar e intérprete de alemán e inglés.[cita requerida]
Durante el gobierno de Salvador Allende ejerció como Oficial de la Escuela Militar junto a Miguel Krassnoff y Alfredo Canales Taricco. En el golpe de Estado en Chile de 1973, derribó una torre de alta tensión al disparar indiscriminadamente contra enemigos. En 1973 fue destinado al Regimiento Buin con grado de Teniente.
Casado con Isabel Margarita Balmaceda Tellez. Hija de José Daniel Balmaceda Mackenna e Ida Tellez.

“...ratificó su declaración policial prestada el 10 de julio de 1992 ante el Subcomisario Rafael Castillo a fs. 78 y señala que en 1972 su hija Isabel Margarita, se casó con Christoph Willeke y se fue con él a Buenos Aires, entre 1974 y 1975, por haber sido trasladado a esa ciudad; por el estado de salud de su hija el declarante viajó a Buenos Aires y conoció el departamento en que vivían. Desconoce la labor que desempeñaba su yerno allí, pero siempre supuso que era referida a su carrera militar.” ( Declaración confirmada que fueron en otros años no en los años que declara por Policía Internacional)

José Daniel Balmaceda Mackenna  , a fojas 2380 

Isabel Margarita Balmaceda Tellez se agrava considerablemente, producto de una pancreatitis que se desencadenó en 3 días en El Salvador, donde se encontraba Christoph Willeke como Agregado de Defensa, donde se produjo su deceso.
Tiene 3 hijos Wilhelm, Karin y Astrid.

### Escuela de las Américas
Alumno de la Escuela de las Américas, tal como José Octavio Zara Holger, Alfredo Canales Taricco, Miguel Krassnoff y otros implicados en procesos a violaciones a los Derechos Humanos. Hizo el Curso de Contrainsurgencia Urbana en 1974, en el que se pasa los Manuales de Tortura.

La Escuela de las Américas del Ejército de los Estados Unidos es la escuela que ha entrenado más dictadores y asesinos que ninguna otra en la historia del mundo.
 Congresista Joseph Kennedy

| País                   | Algunos de los graduados |
| ---------------------- | --- |
| Bandera de Argentina   | Leopoldo Galtieri, Roberto Eduardo Viola |
| Bandera de Bolivia     | Hugo Banzer Suárez, Luis Arce Gómez |
| Bandera de Chile       | Raúl Iturriaga Neumann, Miguel Krassnoff, Manuel Contreras, José Zara Holger, Óscar Izurieta Ferrer, Mario Jahn Barrera, Alfredo Canales Taricco, Fernando Lauriani Maturana, Manuel Letelier Skinner, Álvaro Corbalán Castilla |
| Bandera de Ecuador     | Guillermo Rodríguez |
| Bandera de El Salvador | Roberto D'Aubuisson |
| Bandera de Guatemala   | Marco Antonio Yon Sosa Efraín Ríos Montt |
| Bandera de Panamá      | Manuel Noriega, Omar Torrijos |
| Bandera de Perú        | Vladimiro Montesinos, Juan Velasco Alvarado |

### DINA
La Dirección de Inteligencia Nacional (DINA), desde su creación, dependía directamente de la Junta de Gobierno, siendo su Director Nacional, Manuel Contreras Sepúlveda, quien informaba periódicamente de su trabajo y actividades a la Junta de Gobierno, tal como se ha señalado precedentemente. Bajo el mando del Director Nacional, en una misma línea, existían tres subdirecciones: Interior, Exterior y Administrativa. La Subdirección Exterior estuvo a cargo del coronel de Aviación Mario Jahn Barrera. También existió el denominado Departamento Exterior, a cargo del teniente coronel Arturo Ureta Sire, en cuyas dependencias se desempeñaron, entre otros, José Octavio Zara Holger, Christoph Willike Floel, Alejandro Paulino Campos Rebhein, Ana María Rubio de la Cruz y Carmen Hidalgo. En Buenos Aires se encontraban, además, como agregados a la embajada, Víctor Hugo Barría Barría, Carlos Hernán Labarca Sanhueza. Fue agente civil en ese país Lautaro Enrique Arancibia Clavel.
Integra la Dina en 1974; fue Jefe de la Red de la DINA en Buenos Aires, además era el contacto de ese organismo con el Servicio de Inteligencia Uruguayo. Como tal integra el comando terrorista que asesina a Carlos Prats y señora.
En Buenos Aires, trabajó con Enrique Arancibia Clavel. Según sus propias declaraciones juradas, fue Jefe del Departamento Exterior de la CNI, continuadora de la Dina en 1978.

## Procesado

### Asesinato de Carlos Prats y Sofía Cuthbert
El 14 de julio de 2003, la presidencia de la Corte Suprema designó al ministro Nibaldo Segura Peña para que instruyera el sumario criminal en Chile por el pedido de extradición en contra de los exagentes de la DINA Mariana Callejas y Chrisptoh Willike, solicitado por la justicia argentina, por el asesinato del general Carlos Prats y su esposa Sofía Cuthbert en Buenos Aires en 1974.
El 18 de julio de 2003, el ministro Nibaldo Segura, quien está encargado de analizar la solicitud de extradición de los exagentes de la Dina Cristoph Willike y Mariana Callejas, ordenó el arresto preventivo domiciliario de esta última, luego de tomarle declaración por más de tres horas.
El 1 de septiembre de 2003, el ministro en visita que investiga el caso Prats, Alejandro Solís, sometió a proceso a los exagentes de la Dina, Mariana Callejas y Cristoph Willeke como autores del doble homicidio calificado del general Carlos Prats y de su esposa, Sofía Cuthbert, ocurrido el 30 de septiembre de 1974 en Buenos Aires. Willeke además fue procesado por el delito de asociación ilícita. Callejas fue notificada tras declarar a primera hora de esta mañana en el despacho del magistrado, y luego fue trasladada al Centro de Orientación Femenina (COF). En tanto, el exagente del organismo represor Cristoph Willeke, quien se encontraba cumpliendo detención domiciliaria, fue derivado al Comando de Telecomunicaciones. Tras conocer la resolución, el abogado de la familia Prats, Hernán Quezada, sostuvo que "los procesamientos indican que la causa avanza decididamente al esclarecimiento de la verdad y de la responsabilidad de todos los que participaron en este crimen".
La Sala Penal de la Corte Suprema concedió el 22 de octubre de 2003 la libertad al brigadier (r) Cristoph Willike, requerido en un juicio de extradición a Argentina por su responsabilidad en el asesinato del general Carlos Prats y su esposa Sofía Cuthbert, ocurrida en septiembre de 1974. Pese a otorgarle dicho beneficio, Willike continuó privado de libertad en el Comando de Telecomunicaciones del Ejército a raíz de su procesamiento en calidad de autor de doble homicidio calificado y asociación ilícita, dictado por el ministro de fuero Alejandro Solís.
Finalmente , el 8 de julio de 2010 es condenado por su participación en el asesinato del General Carlos Prats y su esposa, Sofía Cuthbert.

### Operación Cóndor
El juez Juan Guzmán procesó 23 de diciembre de 2003 a tres ex uniformados como autores del secuestro de nueve detenidos desaparecidos entre 1975 y 1977, como parte de la Operación Cóndor:
1. Al exjefe de la Dirección Nacional de Inteligencia (DINA), general (r) Manuel Contreras Sepúlveda.[14]
2. Brigadier Pedro Espinoza.[14]
3. Brigadier Christoph Willike, miembro del Departamento Exterior de dicho organismo.[14]

El fallo establece que los tres oficiales fueron responsables, como autores, del secuestro y la posterior desaparición de los miembros del Movimiento de Izquierda Revolucionaria (MIR) Juan Hernández, Luis Muñoz, Manuel Tamayo, Edgardo Enríquez, Alexis Jacard, Jacobo Stoulman, Matilde Pessa, Julio Valladares y Jorge Fuentes Alarcón. En la desaparición del matrimonio Stoulman Peesa de profesión judía, intervino el gran rabino de Chile Ángel Kreiman Brill.
Según la resolución, los nueve izquierdistas fueron detenidos entre 1975 y 1977 en Argentina, Bolivia y Paraguay por los servicios de inteligencia de esos países, para ser entregados a agentes de la DINA, quienes los trasladaron a Chile. Una vez en el país, fueron llevados a “Villa Grimaldi”, donde funcionaba un centro de tortura. Desde ese lugar se pierde el rastro a las víctimas.
La resolución señala que Juan Hernández, Luis Muñoz, Manuel Tamayo y Edgardo Enríquez fueron detenidos en Buenos Aires, Argentina, en abril de 1976. Alexis Jacard, Matilde Pessa y Jacobo Stoulman fueron apresados también en esa ciudad, pero en mayo de 1977. La detención de Julio Valladares fue en julio de 1976 en Bolivia y la de Jorge Fuentes en mayo de 1975 en Asunción, Paraguay.
La semana pasada, el juez Juan Guzmán, quien investiga numerosas causas que involucran a Pinochet en crímenes cometidos durante su régimen, sobreseyó en primera instancia al general en retiro en un proceso por el secuestro y desaparición de una decena de dirigentes del Partido Comunista, en 1976. Ello, tras el rechazo de la Corte de Apelaciones de Santiago a dar curso al desafuero. “Lo único que corresponde jurídicamente es el sobreseimiento definitivo”, dijo el juez.
El pasado 22 de octubre, la Corte Suprema cerró definitivamente la puerta al eventual desafuero de Pinochet por este caso al declarar improcedente, por una cuestión de forma, una tercera petición en tal sentido. El máximo tribunal validó así un fallo de la Corte de Apelaciones, que el 27 de agosto rechazó retirar la inmunidad al general, de acuerdo con el dictamen que en 2001 lo declaró afectado por una demencia vascular "progresiva e irreversible".
El abogado Eduardo Contreras anunció que el miércoles presentará una nueva solicitud de desafuero de Pinochet, en nombre de los familiares de las víctimas de la llamada Operación Cóndor.

“La idea es que se le pueda procesar por este caso, dada la lucidez que mostró en una reciente entrevista a un canal de televisión de Miami”
abogado Eduardo Contreras

La Operación Cóndor, que significó la muerte de miles de personas en Latinoamérica, es investigada por el juez español Baltazar Garzón y su colega argentino Rodolfo Canicoba Corral.

### Colonia Dignidad
Al finalizar febrero de 1993 llegó hasta el despacho del juez Lientur Escobar uno de los colaboradores de la DINA en Alemania Federal. Se trataba de Wolf Von Arnswaldt, ex cadete de la Escuela Militar que había abandonado Chile en 1971 y que se encontraba trabajando para LAN, en Fráncfort. Arnswaldt relató que en 1974 se apersonó en las oficinas de LAN uno de sus excompañeros en la Escuela Militar, Christopher Willike, quien le dijo que trabajaba para el gobierno militar. Poco tiempo después ese antiguo camarada le presentó a Alfred Schaak, representante legal de Colonia Dignidad en Alemania y muy cercano a Paul Schäfer. En los tres años siguientes, Arnswaldt recibió periódicamente unas maletas que le entregaba Schaak para ser enviadas a Chile, a Colonia Dignidad. En Santiago las maletas eran recibidas por Alfred Matus, uno de los encargados de Dignidad en la Región Metropolitana, quien tenía oficinas en una casona en la Avenida Campos de Deportes.
Luego, la Dina encargó a Arnswaldt la creación de una “oficina periodística” en Fráncfort, desde la cual se recogía información sobre los exiliados chilenos en Alemania. A cargo de esa empresa de pantalla quedó Angélica Radman, hermana de otro hombre que también trabajaba para Paul Schäfer.

## Indulto del Bicentenario
El 19 de julio de 2010, hace pública una carta desde el Penal de Punta Peuco en la que solicita la benevolencia de los distintos sectores de la ciudadanía pero sin demostrar un ápice de arrepentimiento acerca de los crímenes cometidos, justificándolos en la´"lógica" de la Guerra fría.

 Durante 20 años los gobiernos de la Concertación actuaron contra los DD.HH. de los soldados de la Patria. Muchos de sus personeros fueron los que optaron por tomar el poder total por la vía de las armas, pisoteando nuestra constitucionalidad, los que mandaron a entrenarse militarmente a jóvenes chilenos al extranjero para luego destinarlos a la lucha interna. Solo un ejemplo: Guillermo Teillier quien lideró el ingreso clandestino de gran cantidad de armamento por Carrizal Bajo, con ayuda de la dictadura cubana, es hoy un flamante diputado sin ningún tipo de requerimiento judicial. 

Los militares chilenos, se han sometido ingenuamente a la justicia, confiados en el Poder Judicial, pero la justicia se ha torcido y la mayoría de los Ministros y Jueces han actuado políticamente, tras una mal entendida carrera judicial. No se ha respetado el debido proceso, condenan por presunciones o derechamente por delitos inexistentes como el secuestro permanente. Se olvidan Ministros y Jueces del Poder Judicial, que de no ser por el 11 de Septiembre 1973, habrían sido reemplazados por turbulentos tribunales populares. 
Christoph Willeke Flöel en carta pública del 19 de julio de 2010.

La inclusión de militares en el Indulto Bicentenario planteado por la Iglesia Católica fue valorada por Wilhelm Willeke Balmaceda, hijo del brigadier (r) Christoph Willeke Flöel, condenado a 15 años y un día de cárcel por el doble homicidio del general Carlos Prats y su esposa, y a otros 100 días por el delito de asociación ilícita.

"No queremos ley de punto final, sino que se siga investigando y sabiendo la verdad, pero la idea es buscar una verdad sana, con una mirada objetiva y que esto no vuelva a ocurrir dando las penas remitidas ya que NO SON UN PELIGRO PARA LA SOCIEDAD POR SU EDAD Y ENFERMEDADES".
Wilhelm Willeke, hijo del brigadier retirado Christoph Willeke Flöel, condenado por el homicidio de Prats.